# Almarudit
Das Mineral Almarudit ist ein sehr selten vorkommendes Ringsilikat aus der Milaritgruppe und hat die Endgliedzusammensetzung K □2 Mn2+2 (Be2Al) Si12O30. Es kristallisiert mit hexagonaler Symmetrie und entwickelt gelbe bis orange, dicktafelige sechsseitige Kristalle.

## Etymologie und Geschichte
Entdeckt wurde Almarudit durch Alice und Eugen Rondorf 1982 in silikatreichen Xenolithen vom Ettringer Bellerberg in der Eifel, Deutschland. Eine genaue Charakterisierung im Jahr 2002 durch Tamara Mihajlović, Christian L. Lengauer, Theodoros Ntaflos, Uwe Kolitsch und Ekkehart Tillmanns ergab, dass es sich um ein neues Mineral aus der Milaritgruppe handelt. Sie benannten es zu Ehren ihrer Forschungseinrichtung, der Universität Wien, nach deren lateinischen Namen Alma Mater Rudolphina Vindobonensis: Almarudit.

## Klassifikation
Da der Almarudit erst 2002 als eigenständiges Mineral anerkannt wurde, ist er in der seit 1977 veralteten 8. Auflage der Mineralsystematik nach Strunz noch nicht verzeichnet.
Im zuletzt 2018 überarbeiteten und aktualisierten Lapis-Mineralienverzeichnis nach Stefan Weiß, das sich aus Rücksicht auf private Sammler und institutionelle Sammlungen noch nach dieser alten Form der Systematik von Karl Hugo Strunz richtet, erhielt das Mineral die System- und Mineral-Nr. VIII/E.22-022. In der „Lapis-Systematik“ entspricht dies der Klasse der „Silikate und Germanate“ und dort der Abteilung „Ringsilikate“, wo Almarudit zusammen mit Agakhanovit-(Y), Armenit, Berezanskit, Brannockit, Chayesit, Darapiosit, Dusmatovit, Eifelit, Emeleusit, Faizievit, Friedrichbeckeit, Klöchit, Lipuit, Merrihueit, Milarit, Oftedalit, Osumilith, Osumilith-(Mg), Poudretteit, Roedderit, Shibkovit, Sogdianit, Sugilith, Trattnerit, Yagiit und Yakovenchukit-(Y) die Gruppe „Doppelte Sechserringe [Si12O30]12− – Milarit-Osumilith-Gruppe“ mit der System-Nr. VIII/E.22 bildet.
Die von der International Mineralogical Association (IMA) zuletzt 2009 aktualisierte 9. Auflage der Strunz’schen Mineralsystematik ordnet den Almarudit ebenfalls in die Abteilung der „Ringsilikate“ ein. Diese ist allerdings weiter unterteilt nach der Struktur der Ringe, so dass das Mineral entsprechend seinem Aufbau in der Unterabteilung „[Si6O18]12−-Sechser-Doppelringe“ zu finden ist. Darin gehört es mit Armenit, Berezanskit, Brannockit, Chayesit, Darapiosit, Dusmatovit, Eifelit, Friedrichbeckeit, Klöchit, Merrihueit, Milarit, Oftedalit, Osumilith, Osumilith-(Mg), Poudretteit, Roedderit, Shibkovit, Sogdianit, Sugilith, Trattnerit und Yagiit zur „Milaritgruppe“ mit der System-Nr. 9.CM.05.
Die Systematik der Minerale nach Strunz (9. Auflage) wird von „Hudson Institute of Mineralogy“ in der Mineraldatenbank „Mindat.org“ weitergeführt. Hier gehört Almarudit in die Klasse „Silicate und Germanate“ und die Abteilung der „Ringsilikate“ (englisch [Cyclosilicates). Diese ist weiter unterteilt nach der Zähligkeit und Multiplizität der Silicatringe und Almarudit wird in der Unterabteilung „sechser-Doppelringe“ (englisch Si6O18]2- 6-membered double rings) mit der Systemnummer 9.CM geführt, zusammen mit den zuvor aufgeführten Mineralen der Milarit-Gruppe, den neu hinzugekommenen Mineralen Aluminosugilith und Laurentthomasit sowie dem verwandten Mineral Faizievit.
Auch die vorwiegend im englischen Sprachraum gebräuchliche Systematik der Minerale nach Dana ordnet den Almarudit in die Klasse der „Silikate und Germanate“, dort allerdings in die bereits feiner unterteilte Abteilung der „Ringsilikate: Kondensierte Ringe“ ein. Hier ist er zusammen mit Berezanskit, Brannockit, Chayesit, Darapiosit, Dusmatovit, Eifelit, Friedrichbeckeit, Klöchit, Merrihueit, Milarit, Oftedalit, Osumilith, Osumilith-(Mg), Poudretteit, Roedderit, Shibkovit, Sogdianit, Sugilith, Trattnerit und Yagiit in der „Milarit-Osumilith-Gruppe (Milarit-Osumilith-Untergruppe)“ mit der System-Nr. 63.02.01a innerhalb der Unterabteilung „Ringsilikate: Kondensierte, 6-gliedrige Ringe“ zu finden.

## Chemismus
Almarudit hat die Endgliedzusammensetzung K □2 Mn2+2 (Be2Al) Si12O30 und ist das Mn2+-Analog von Milarit. Die gemessene Zusammensetzung aus der Typlokalität ist
- [12]K0,86 [9](□1,79Na0,21) [6](Mn1,03 Fe0,62 Mg0,37 Zn0,03 Ca0,02) [4](Be2,09Al0,79) Si12O30,

wobei in den eckigen Klammern die Koordinationszahl der jeweiligen Position in der Kristallstruktur angegeben ist.
Die Almaruditkristalle sind zoniert und variieren vor allem in ihren Mn-, Fe- und Mg-Gehalten, also der Besetzung der 6-fach oktaedrisch koordinierten A-Position.

## Kristallstruktur
Almarudit kristallisiert im hexagonalen Kristallsystem in der Raumgruppe P6/mcc (Raumgruppen-Nr. 192) mit den Gitterparametern a = 9.997 Å und c = 14.090 Å sowie zwei Formeleinheiten pro Elementarzelle. 
Almarudit ist isotyp zu Milarit, d. h., es kristallisiert mit der gleichen Struktur wie Milarit. Die 12-fach koordinierte C-Position ist fast voll besetzt mit Kalium (K+). Die 9-fach koordinierten B-Position kann geringe Mengen Natrium (Na+) enthalten, ist aber weitgehend unbesetzt und enthält, im Gegensatz zu Milarit, kein Wasser (H2O). Mangan (Mn2+) wird zusammen mit variablen Mengen an Eisen (Fe2+), Magnesium (Mg2+) und Kalzium (Ca2+) auf der 6-fach koordinierten A-Position eingebaut, Beryllium (Be2+) und Aluminium (Al3+) auf der tetraedrisch koordinierten T2-Position. Die T1-Position, die die 6er-Doppelringe aufbaut, enthält nur Silizium (Si4+).

## Bildung und Fundorte
Almarudit ist bislang (Stand 2024) nur an zwei Lokalitäten dokumentiert worden. Die Typlokalität ist ein Steinbruch der Firma A. Casper an Ettringer Bellerberg, 2 km nördlich von Mayen, in der Laacher See Region der Eifel, Rheinland-Pfalz, Deutschland. Es ist der erste Fund eines Beryllium-reichen Minerals in der Eifelregion.
Dort wurde das Mineral in einem silikatreichen Gesteinseinschluss (Xenolith) in Leuzit-Tephrit-Lava gefunden. Er tritt zusammen mit Tridymit, Sanidin, Clinopyroxen, Amphibol, Sillimanit, Quarz, Hämatit und Braunit auf. Dieses Vorkommen entspricht denen der anderen Minerale aus der Milaritgruppe, die in der Vulkaneifel zuvor gefunden wurden: Eifelit, Roedderit, Osumilith und Osumilith-(Mg).
Almarutit bildet sich kontaktmetamorph bei hohen Temperaturen um 900 °C und niedrigen Druck bei der Umwandlung von silikatreichen Gesteinseinschlüssen in alkalireichen Schmelzen.